# شاوني (أنجوان)
شاوني هي قرية تقع في جزيرة أنجوان في جزر القمر. بلغ عدد سكانها 624 نسمة حسب إحصاء عام 1991.